# Erebia doii
Erebia doii är en fjärilsart som beskrevs av Nakahara 1926. Erebia doii ingår i släktet Erebia och familjen praktfjärilar. Inga underarter finns listade i Catalogue of Life.